# Les Péchés mortels
Pour plus de détails, voir Fiche technique et Distribution.
Les Péchés mortels (Innocent Lies) est un film franco-britannique réalisé par Patrick Dewolf et sorti en 1995.

## Fiche technique
- Titre : Les Péchés mortels
- Titre original : Innocent Lies
- Réalisateur : Patrick Dewolf
- Scénario : Kerry Crabbe et Patrick Dewolf
- Photographie : Patrick Blossier
- Décors : Bernd Lepel
- Costumes : Tom Rand
- Son : Yvan Scharrock
- Musique : Alexandre Desplat
- Montage : Chris Wimble et Joëlle Hache
- Production : Septième Production - Umbrella Films
- Distribution : Polygram - Wild Bunch Distribution
- Pays :  France -  Royaume-Uni
- Durée : 88 minutes
- Date de sortie : 
  - France : 9 août 1995

## Distribution
- Adrian Dunbar : Alan Cross
- Florence Hoath : Angela Cross
- Sophie Aubry : Solange Montfort
- Joanna Lumley : Lady Helena Graves
- Gabrielle Anwar : Celia Graves
- Alexis Denisof : Christopher Wood
- Stephen Dorff : Jeremy Graves
- Marianne Denicourt : Maud Graves
- Melvil Poupaud : Louis Bernard